# Лео Сілва
Уго Леонардо Сілва Сережо (порт. Hugo Leonardo Silva Serejo, нар. 24 грудня 1985, Сан-Луїс), відомий як Лео Сілва (порт. Léo Silva) — бразильський футболіст, півзахисник клубу «Касіма Антлерс».
Дворазовий переможець Ліги Мінейро. Володар Суперкубка Японії. Клубний чемпіон Азії. 

## Ігрова кар'єра
Народився 24 грудня 1985 року в місті Сан-Луїс.
У дорослому футболі дебютував 2003 року виступами за команду клубу «Крузейру», на контракті з яким перебував до 2008 року. За цей час також грав на умовах оренди за «Іпатінгу».
Згодом з 2009 по 2012 рік грав у складі команд клубів «Ботафогу», «Американа» і «Португеза Деспортос».
Протягом 2013–2016 років був гравцем японського «Альбірекс Ніїгата».
2017 року перейшов до іншої японської команди «Касіма Антлерс». Наступного року став у її складі переможцем Ліги чемпіонів АФК 2018.

## Титули і досягнення
- Переможець Ліги Мінейро (2):

«Іпатінга»:  2005
«Крузейру»:  2008
- Володар Суперкубка Японії (1):

«Касіма Антлерс»: 2017
- Клубний чемпіон Азії (1):

«Касіма Антлерс»: 2018